# 楊朱
楊 朱（よう しゅ、生没年未詳、紀元前370年頃? - 紀元前319年頃?）は、中国戦国時代の思想家。個人主義的な思想である為我説（自愛説）を主張した。字は子居。
人間の欲望を肯定し、自己満足が自然に従うものであるとした。儒家、墨家に対抗し、異端として孟子などから排撃される。著書は伝わらず、『列子』楊朱篇、『荘子』などに学説が断片的であるが記載される。後学に子華子らがいる。
哲学史の研究においては、西洋で同時代に快楽主義を提唱したエピクロスと比較される。